# Кольащы
Кольащы (каз. Көліащы) — село в Карасайском районе Алматинской области Казахстана. Входит в состав Жибек Жолы - сельского округа. Код КАТО — 195237300.

## Население
В 1999 году население села составляло 1007 человек (507 мужчин и 500 женщин). По данным переписи 2009 года, в селе проживало 2615 человек (1304 мужчины и 1311 женщин).